# 髙本幹也
髙本 幹也（たかもと みきや、2001年3月15日 - ）は、ジャパンラグビーリーグワン東京サントリーサンゴリアスに所属するラグビーユニオン選手。

## プロフィール
- 大阪府八尾市出身[1]。
- ポジションはスタンドオフ(SO)。
- 身長 171 cm、体重 80 kg
- 兄の海斗もラグビー選手(現・JR西日本レイラーズ)
- ジュニア・ジャパンに選ばれたことがある[2]。

## 略歴
小学1年生からラグビーを始めた。
高校3年生の時、第98回全国高等学校ラグビーフットボール大会（花園）で優勝。
2019年、大阪桐蔭高校卒業後、帝京大学に入学。なお大阪桐蔭高校時代、高校日本代表候補に選ばれたことがある。
2022年、帝京大学ラグビー部の副将に就任。同年度、帝京大学大学選手権2連覇に貢献。関東ラグビー協会の2022年度プレイヤー・オブ・ザ・イヤーに選ばれた。
2023年1月、アーリーエントリーで東京サントリーサンゴリアスに加入。同年3月、帝京大学卒業。同年12月10日に行われたJAPAN RUGBY LEAGUE ONE第1節スピアーズ船橋・東京ベイ戦にて先発出場でリーグワン公式戦初出場を果たした。
2025年6月中旬からニュージーランドに留学。

## 受賞歴
- 2023-24リーグワン新人賞